# Leopoldo Pedreira Taibo
Leopoldo Pedreira y Taibo (1869-1915) fue un escritor y profesor español.

## Biografía
Nació en La Coruña en 1869. Catedrático del Instituto de Canarias, Cuenca y  Coruña, fue director en Canarias del Diario de La Laguna (1896). Además de sus artículos periodísticos y obras de geografía publicó ¿Verdes ó negros? con Alfonso Tobar (1892), Concepto de la patria (1892), El regionalismo en Galicia (1894), La derrota de Nelson en Santa Cruz de Tenerife (1897), Lo que es de Bilbao y lo que podrá ser á fines de siglo (1901) y Desde la terraza (poesías, 1912). Falleció en 1915.